# 1006 Лагранжа
1006 Лагранжа (1006 Lagrangea) — астероїд головного поясу, відкритий 12 вересня 1923 року.
Тіссеранів параметр щодо Юпітера — 3,081.